# Лазоревки
Лазо́ревки (лат. Cyanistes) — род птиц из семейства синицевых (Paridae). Некоторые учёные относят к нему также тиссовую синицу и белолобую синицу. Долгое время виды этого рода причислялись к роду синиц (Parus), только с начала XXI века лазоревки рассматриваются как самостоятельный род. Маленькие птицы этого рода проживают в умеренных широтах Европы и Азии, а также на севере Африки.

## Виды
В состав рода включают три вида:
- Cyanistes caeruleus (Linnaeus, 1758) — Обыкновенная лазоревка, или лазоревка
- Cyanistes cyanus — князёк, или белая лазоревка
- Cyanistes teneriffae (Lesson, 1831) — Африканская лазоревка

## Гибриды
В западной части ареала, где белая лазоревка распространена наряду с обыкновенной, нередки случаи гибридизации между этими двумя видами. Потомство обладает промежуточными характеристиками и именуется лазоревка Плеске — Cyanistes × pleskei. В конце XIX-начале XX века гибридных особей ошибочно рассматривали в качестве самостоятельного вида.